# Тајни дневник Адријана Мола (представа)
Тајни дневник Адријана Мола је позоришна представа коју су режирала и адаптирала Ивана Ђилас на основу истоименог романа Сју Таунсенд.
Представа је реализована у продукцији позоришта ДАДОВ, као 148. премијера омладинског позоришта.
Премијерно приказивање било је 5. децембра 1996.
Шминку је урадила Николина Шашић а плакат је дизајнирао Александар Вељановић.

## Улоге
| Лица    | Глумци              |
| ------- | ------------------- |
| Пандора | Јана Савић          |
| Адријан | Ненад Стојменовић   |
| Најџел  | Срђан Ј. Карановић  |
| Паулина | Катарина Стан       |
| Џорџ    | Бојан Бајчетић      |
| Дорен   | Душица Попадић      |
| Лукас   | Владимир Маринковић |